# Síndrome del mundo cruel
El síndrome del mundo cruel es un término acuñado por George Gerbner para describir un fenómeno por el cual la violencia, relacionada con el contenido de los medios de comunicación, hace que el espectador crea que el mundo es más peligroso de lo que realmente es. El síndrome del mundo cruel es una de las principales conclusiones de la teoría del cultivo. Gerbner, un investigador pionero de los efectos de la televisión en la sociedad, defiende que la gente que ve la televisión tienen a entender el mundo como un lugar intimidante e implacable. Se ha comprobado una correlación directa entre la cantidad de televisión vista por una persona y la cantidad de miedo que alberga, sin embargo la razón de esta causalidad se sigue discutiendo en el sentido de que las personas temerosas del mundo pueden ser más propensas a retirarse y, a su vez, pasar más tiempo en interiores, en actividades solitarias como ver la televisión.
La cantidad de opiniones, imágenes y actitudes que los televidentes tienden a formar cuando ven televisión tendrá una influencia directa en cómo perciben el mundo real. Reflexionarán y harán referencias a las imágenes más comunes o los mensajes recurrentes que crean que afectan a sus propias vidas. Gerbner una vez dijo: «Ya sabes, quien cuenta las historias de una cultura es quien realmente gobierna el comportamiento humano. Antes solían ser los padres, la escuela, la iglesia, la comunidad. Ahora es un puñado de conglomerados mundiales que no tienen nada que decir pero que tienen grandes negocios que vender».
Gerbner dice que la propagación del síndrome se ha vuelto más intensa con el tiempo. Describe cómo las nuevas tecnologías como el videocaset, el DVD y la televisión por cable no interfieren en la teoría del cultivo, sino que en realidad permiten un acceso y una propagación de los mensajes recurrentes más completo, aunque la expansión del acceso a la información del mundo de Internet podría contrarrestarlo. Los modelos conductivistas de la década de 1930, los estudios del Payne Fund, muestran que el efecto que los medios de comunicación tienen en nuestro comportamiento es considerable. A esto se le conoce como teoría hipodérmica: inyectan a la gente mensajes e ideas construidas por los propios medios de comunicación.